# Titus Avidius Quietus (consul en 111)
Titus Avidius Quietus est un sénateur romain du IIe siècle, consul suffect en 111 sous Trajan et proconsul d'Asie en 125/126 sous Hadrien.

## Biographie

### Famille

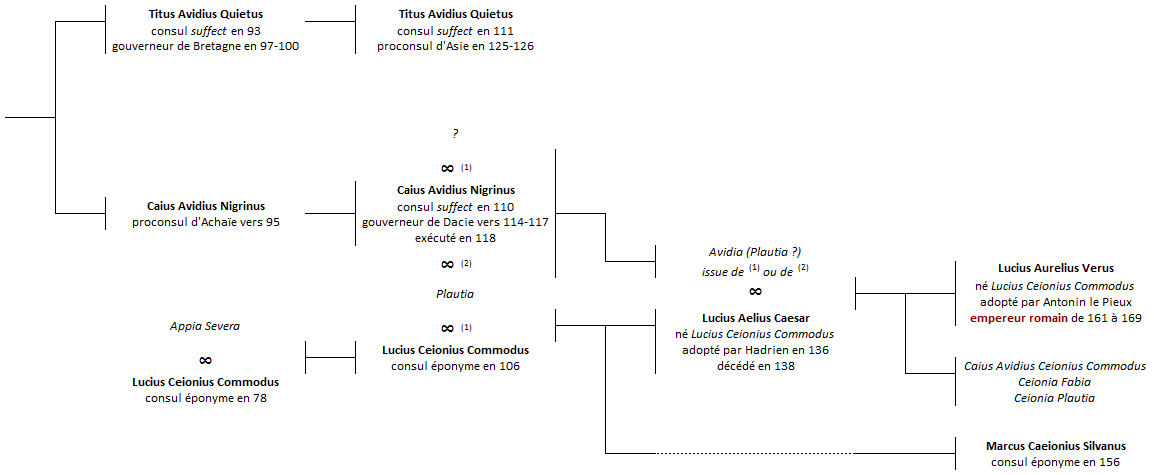
Les Avidii et les Ceionii de l'époque des Flaviens et des Antonins. Arbre non exhaustif.

Sa famille est de Faventia, en Émilie.
Son père est Titus Avidius Quietus, consul suffect en 93 et gouverneur de Bretagne entre 97 et 100,.
Son oncle, Caius Avidius Nigrinus, est proconsul d'Achaïe sous Domitien, peut-être en 95.
Son cousin est Caius Avidius Nigrinus, consul suffect en 110 et proche de Trajan, mis à mort au début du règne d'Hadrien en 118. Celui-ci est en outre le grand-père du futur empereur Lucius Verus,.
Avidius Quietus a probablement hérité d'une villa sur le Quirinal,,.

### Carrière
Il est consul suffect en l'an 111, pendant le règne de Trajan.
Il devient proconsul d'Asie en 126, sous Hadrien.